# Idris (programovací jazyk)
Idris je čistě funkcionální programovací jazyk vyvinutý na Edinburské univerzitě. Jedná se o jazyk s formální verifikací v typovém systému, má proto induktivní a závislostní typy. Syntakticky vychází z jazyka Haskell.
Přirozená čísla se například v Idrisu definují takto:
```
data
 
Nat
 
:
 
Type
 
where

  
Z
 
:
 
Nat

  
S
 
:
 
Nat
 
->
 
Nat

```

Tato definice vychází z Peanovy aritmetiky.
Jazyk obsahuje bohatou standardní knihovnu. Zdrojový kód se překládá do jazyka Scheme (dialektu Chez), existují ale další backendy, například C (s počítáním referencí), JavaScript, Java nebo Dart.